# 1348
1348 (MCCCXLVIII) var ett skottår som började en tisdag i den julianska kalendern.

## Händelser

### Okänt datum
- Magnus Eriksson påbörjar ett krig mot Novgorod, varvid svenskarna besegras av novgoroderna i slaget vid Schabtschin men erövrar Nöteborg.
- Digerdöden utbryter i Frankrike.
- Den italienske författaren Giovanni Boccaccios novellcykel Decamerone börjar ges ut.
- Birgitta Birgersdotter sänder en delegation till påven i ett försök att mäkla fred i hundraårskriget och förmå påven att flytta tillbaka till Rom.
- Strumpebandsorden instiftas i England.
- Uppskattning: Hangzhou i Kina blir världens folkrikaste stad, och övertar ledningen från Kairo.[1]

## Födda
- Rikardis av Schwerin, drottning av Sverige 1365–1377, gift med Albrekt av Mecklenburg.

## Avlidna
- 6 april – Laura de Sade, fransk grevinna och utpekad musa åt Francesco Petrarca

### Fotnoter
1. ↑  ”Geography at about.com”. Arkiverad från originalet den 27 maj 2005. https://web.archive.org/web/20050527095609/http://geography.about.com/library/weekly/aa011201a.htm. Läst 18 mars 2011.